# Курдин, Игорь Кириллович
Игорь Кириллович Курдин (родился 22 января 1953 года в Полярном) — советский и российский подводник, капитан 1 ранга ВМФ СССР и ВМФ России, действующий председатель Санкт-Петербургского клуба моряков-подводников ВМФ. С 2013 года — советник губернатора Санкт-Петербурга по вопросам, связанным с флотом. Соавтор книги о гибели подводной лодки К-219, после катастрофы подводной лодки К-141 «Курск» был доверенным лицом родственников членов экипажа, автор книги «Курск». 20 лет спустя. Тайны, скрытые под водой.

## Биография

### Военная служба
Потомственный подводник. Окончил с отличием Высшее военно-морское училище подводного плавания в 1975 году (ракетный факультет), Высшие офицерские классы ВМФ СССР в 1983 году с отличием (командный факультет) и Военно-морскую академию в 1988 году (командный факультет).
С 1975 по 1994 годы служил на атомных ракетных подводных крейсерах стратегического назначения Северного флота. Был командиром группы, командиром ракетной боевой части, помощником командира и старшим помощником. Служил на подлодке К-241 в экипаже под командованием И. А. Британова старшим помощником, но не участвовал в последнем походе К-219. Всего участвовал в 15 дальних походах. В 1990—1993 годах был командиром атомной подводной лодки К-84 «Екатеринбург» В 1993—1994 годах был командиром первого экипажа подводной лодки К-407 «Новомосковск».

### Общественная деятельность
С 1994 года является председателем Санкт-Петербургского клуба моряков-подводников ВМФ и регионального отделения Общественного совета «300 лет Российскому флоту». В соавторстве написал книгу о гибели К-219, ходатайствовал о посмертном награждении Сергея Преминина званием «Герой России» и восстановлении справедливости по отношению к Игорю Британову.
7 августа 1997 года президент Российской Федерации Б.Ельцин подписал Указ о присвоении звания Героя Российской Федерации матросу Сергею Анатольевичу Преминину (посмертно). Свою роль в этом, очевидно, сыграло издание в Нью-Йорке книги Игоря Курдина, Питера Хухтхаузена и Алана Уайта «Враждебные воды». В начале 1997-го состоялась и премьера одноименного фильма. После этого на имя президента РФ начали поступать письма из-за рубежа.
Вёл программу «Кают-компания» петербургского телеканала ВОТ!, занимается социальной защитой пожилых людей и военно-патриотической работой. 25 июня 2000 года избран депутатом Муниципального совета округа № 8 Санкт-Петербурга, в 2002 году выдвигал свою кандидатуру в Законодательное собрание Санкт-Петербурга, также баллотировался в муниципальные депутаты в 2009 году.
Среди инициатив, предложенных Курдиным как главой Санкт-Петербургского клуба моряков-подводников, были установка памятника всем морякам-подводникам СССР и России, погибшим при исполнении обязанностей, а также сохранение отличительных знаков ВМФ СССР на крейсере «Аврора».
Автор ряда публикаций в газетах «Комсомольская правда» и «Известия». Участвовал в создании ряда телепередач об истории подводного флота, показанных по российским, американским, британским и австралийским телеканалам; в частности, давал ряд интервью касаемо катастрофы российской атомной подводной лодки К-141 «Курск», объясняя подробно общественности причины катастрофы и опровергая ряд популярных в прессе теорий, неоднократно выступал в выпусках программы «Беседа» на радиостанции Эхо Москвы. Являлся доверенным лицом семей погибших на «Курске» подводников. В 2020 году написал книгу «Курск. 20 лет спустя. Тайны, скрытые под водой».
Участник 56-го Международного конгресса моряков-подводников (Белград, 2019).
Награждён орденом «За службу Родине в Вооружённых Силах СССР» III степени, юбилейной медалью «300 лет Российскому флоту», юбилейными медалями «60 лет Вооружённых Сил СССР» и «70 лет Вооружённых Сил СССР», а также медалями «За безупречную службу» I, II и III степеней.
В феврале 2020 года участвовал в полицейской спецоперации, приняв предложение о покупке похищенных государственных наград вице-адмирала Г. Л. Неволина. Пришедший на контрольную закупку перекупщик был арестован, равно как и строитель-ремонтник, совершивший ранее кражу.
В мае 2020 года дал интервью телеканалу «Звезда», рассказав о преимуществах новейшей подводной лодки К-549 «Князь Владимир» по сравнению с предшественницами.
В августе 2021 года в эфире радио «Sputnik» рассказал об обновлении атомного подводного флота страны кораблями проекта «Борей». В апреле 2022 года дал комментарии Первому каналу о спасении подводной лодки К-3 «Ленинский комсомол» от утилизации.

## Личная жизнь
Женат. Дочери: Надежда (р. 1979), училась в Академии МВД, и Елена (р. 1987).